# Missionshaus St. Augustin

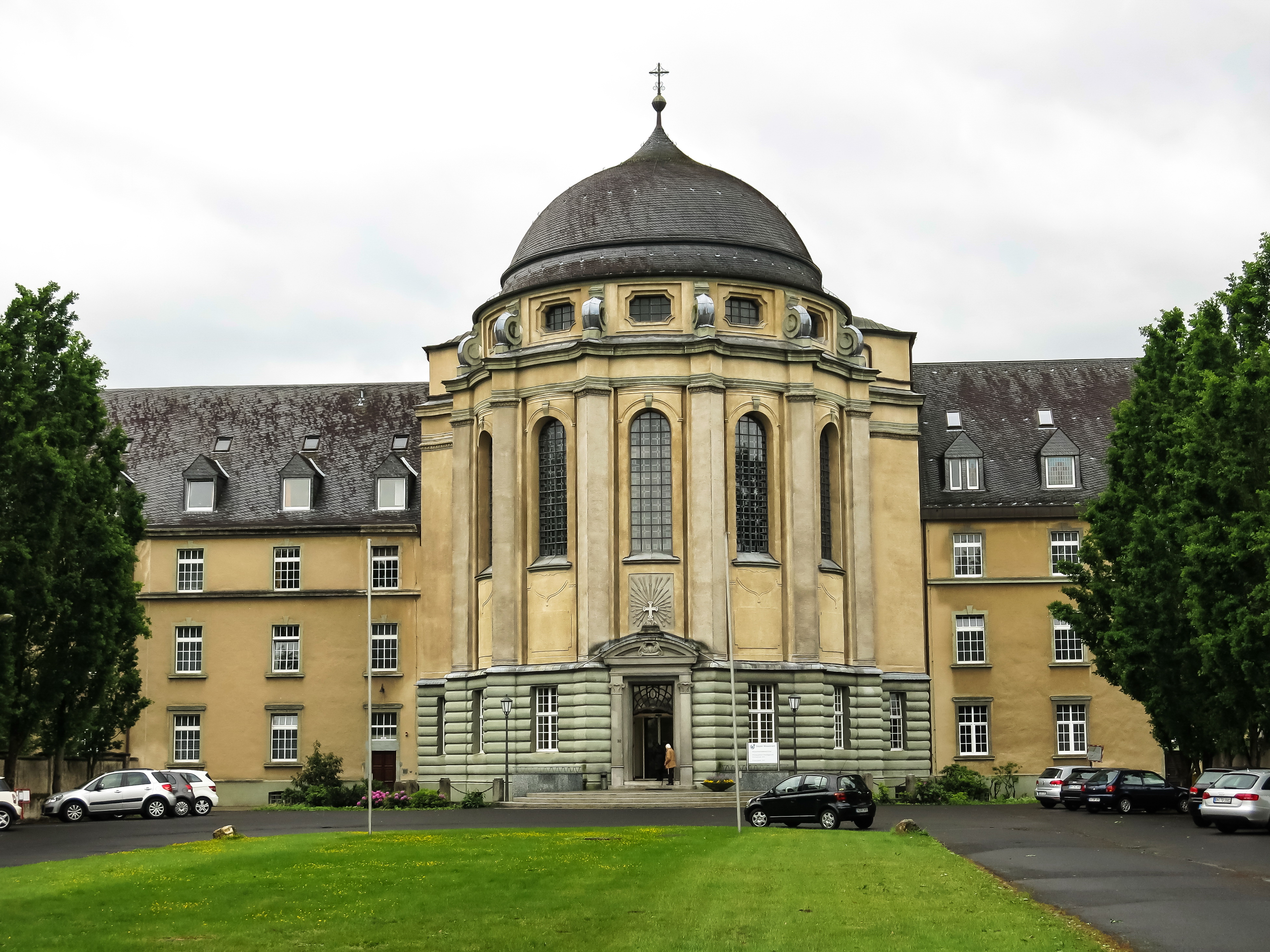
Missionshaus (2014)

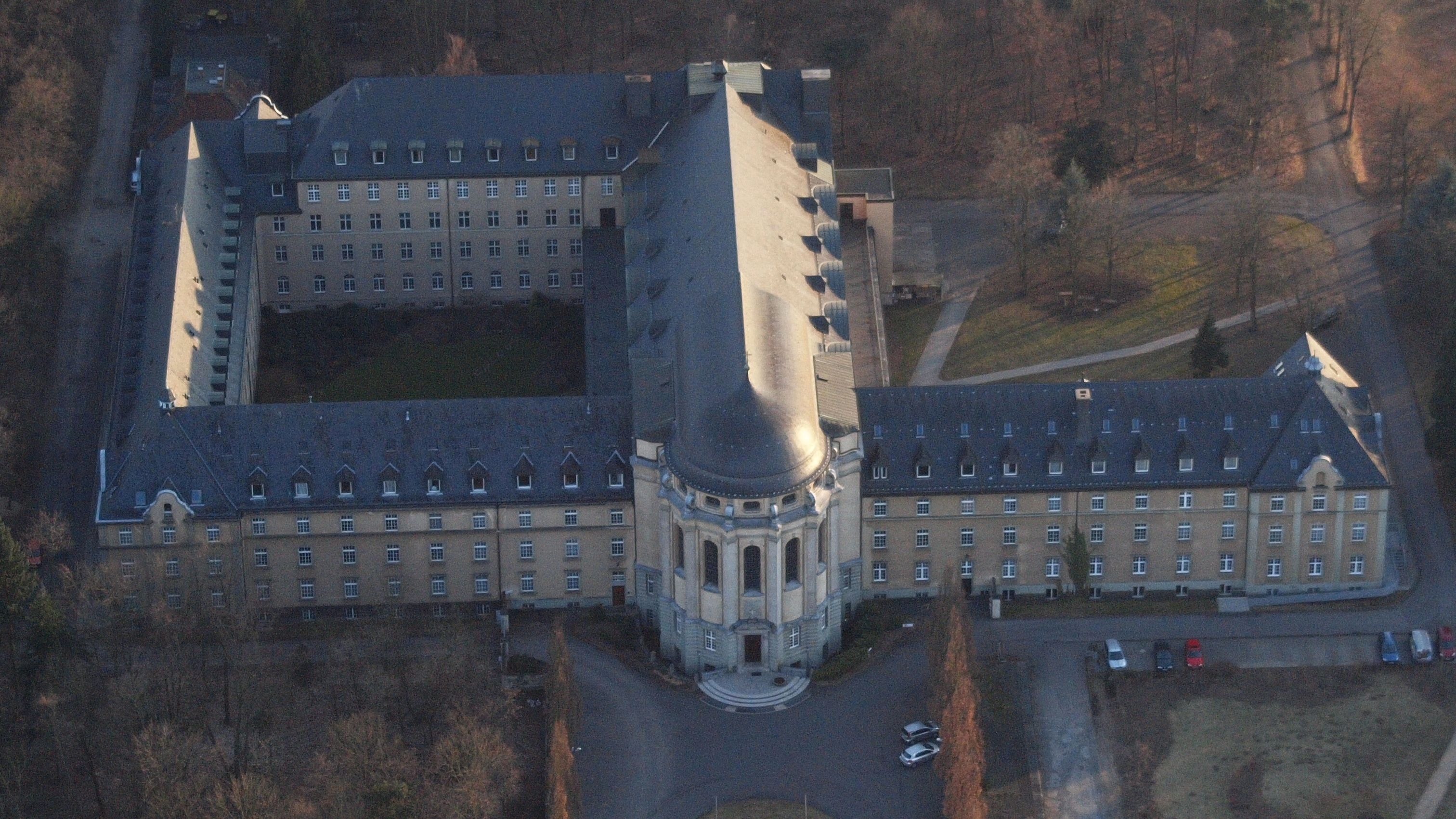
Luftaufnahme (2013)

Das Missionshaus St. Augustin offiziell Missionspriesterseminar St. Augustin (benannt nach dem Heiligen Augustinus von Hippo) ist eine Niederlassung der Steyler Missionare in der Stadt Sankt Augustin in Nordrhein-Westfalen (Deutschland), die nach dem Missionshaus benannt ist. Der Campus beherbergt heute die wissenschaftlichen Institute Anthropos-Institut, Steyler Missionswissenschaftliches Institut und Monumenta Serica, sowie die Missionsprokur, die Steyler Bank, das China Zentrum und das Provinzialat der deutschen Provinz SVD. Auf dem Gelände befindet sich zudem das inzwischen geschlossene Museum Haus Völker und Kulturen und befand sich bis April 2021 die Kölner Hochschule für Katholische Theologie des Erzbistums Köln. Sie war bis zum Februar 2020 in Trägerschaft der Steyler Missionare.

## Geschichte

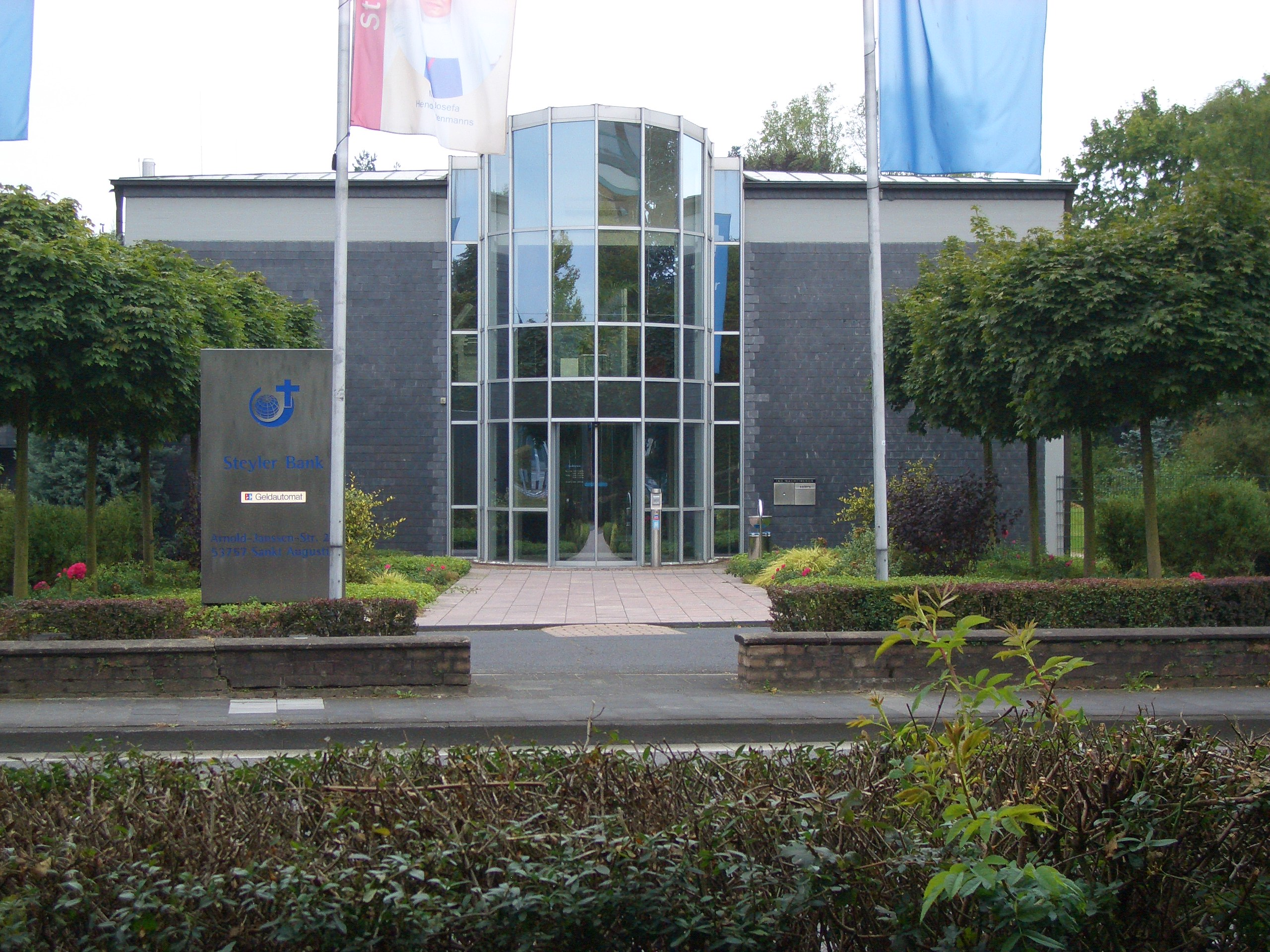
Gebäude der Steyler Bank (2008)

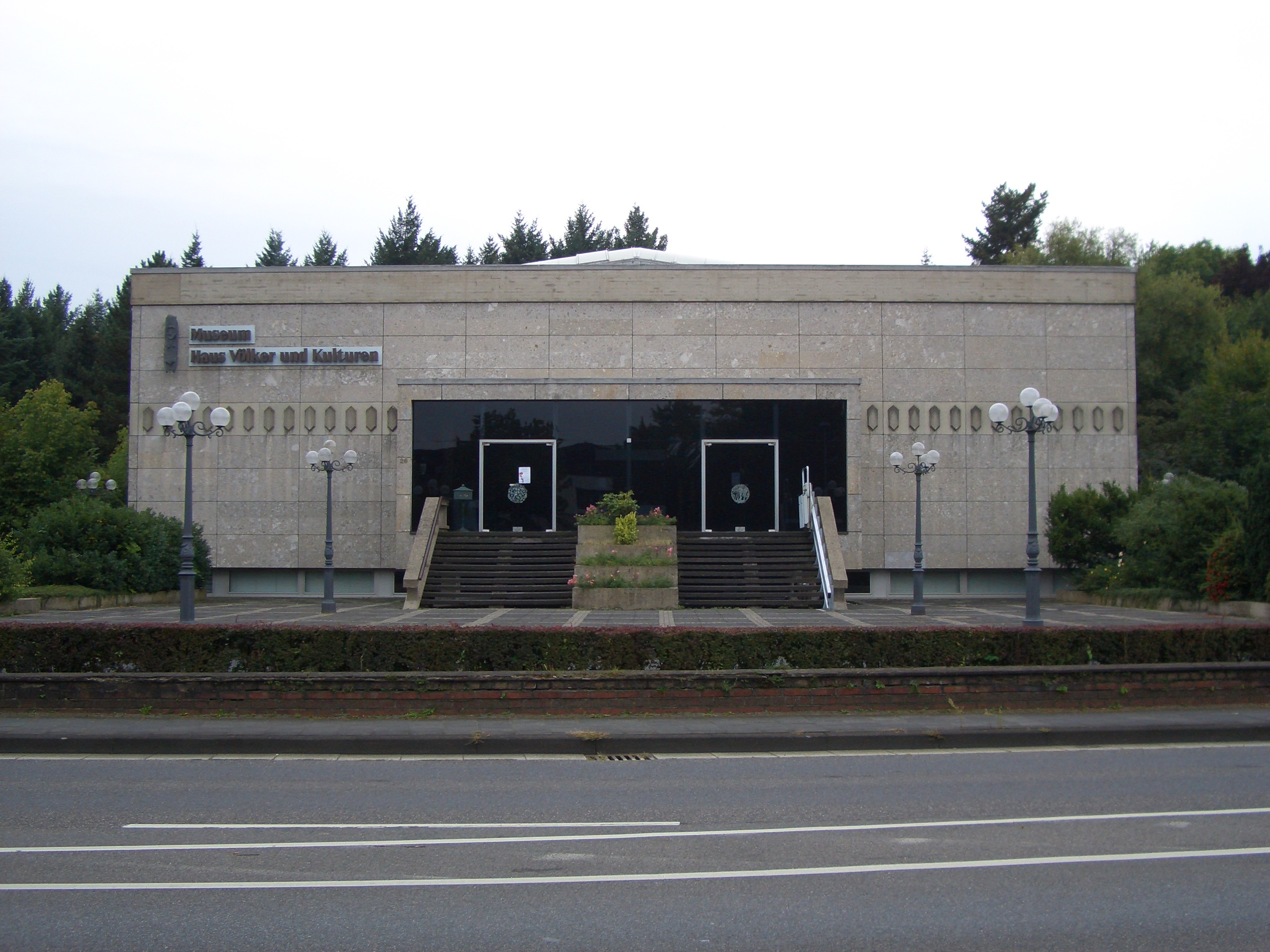
Völkerkundemuseum

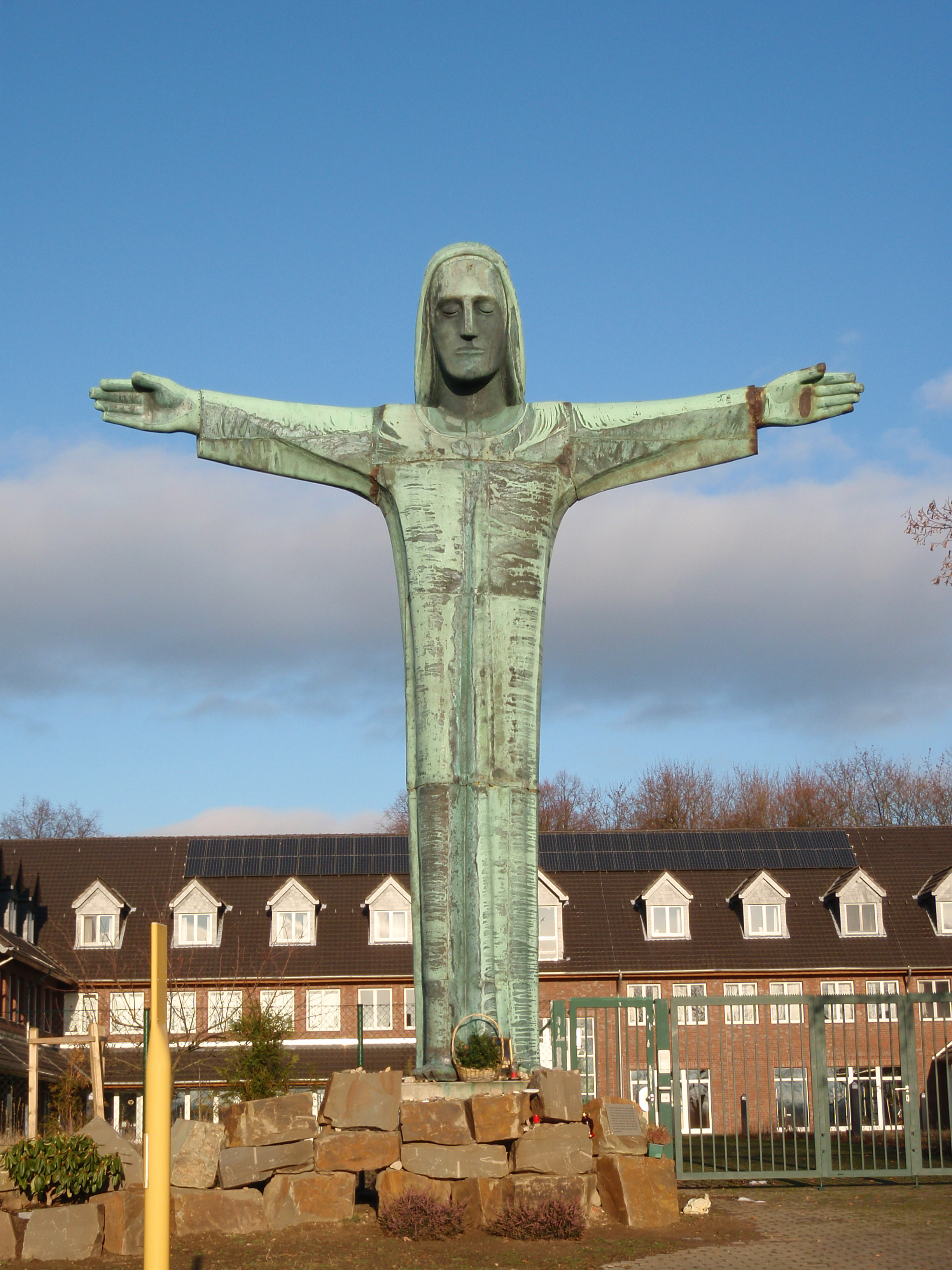
Christusstatue

Das Missionshaus St. Augustin wurde zum Zweck der Aushilfe in der Seelsorge und als Heim für erholungsbedürftige Ordensangehörige gegründet und 1913 bezogen.
Im Ersten Weltkrieg wurde es als Reservelazarett genutzt, wobei Ordensangehörige bei der Pflege Verwundeter halfen. Nach Kriegsende nahmen Besatzungssoldaten das Missionshaus in Beschlag, um sich dort einzuquartieren. Im September 1919 zogen die letzten Soldaten ab, so dass das Gebäude wieder den Steyler Missionaren überlassen war.
Seit September 1919 diente St. Augustin als Novizenhaus, 1925 schlossen sich ein Priesterseminar mit Ordenshochschule an, die Philosophisch-Theologische Hochschule SVD St. Augustin, die 1983 staatlich anerkannt wurde und im Februar 2020 durch das Erzbistum Köln übernommen wurde. Die Hochschule wurde im April 2021 am Standort Sankt Augustin geschlossen und an den Standort Köln-Lindenthal verlagert.
Die Nationalsozialisten beschlagnahmten 1941 das Missionshaus und wiesen alle Bewohner aus. In den folgenden Kriegsjahren trafen das Gebäude mehrere Fliegerbomben und beschädigten es sehr. Als das unmittelbare Umland von amerikanischen Truppen erobert war, wurden am 25. März 1945 ungefähr 5.000 Menschen aus den umliegenden Dörfern Menden, Mülldorf und Niederpleis für 24 Stunden in die noch stehenden Räume des Missionshauses evakuiert. Nach Kriegsende diente die Ruine kurzzeitig als Zwischenlager für die Heimkehr französischer Zwangsarbeiter. Bereits 1945 kehrten die ersten Steyler Hausbewohner nach St. Augustin zurück und begannen mit Instandsetzungsarbeiten. Im März 1947 war das Gebäude mit Ausnahme der Kirche wieder instand gesetzt. 1948 konnte auch die Kirche bezogen werden.
1946 nahmen die Steyler Missionare in einem Flügel des Missionshauses ein katholisches Altenheim auf, dessen vorherige Räumlichkeiten teilweise im Krieg zerstört wurden. 1960 zog das Heim in einen eigenen einige hundert Meter entfernten Neubau um – in das heutige CBT-Altenheim St. Monika –, weil die Steyler Missionare Eigenbedarf anmeldeten.
Nach dem Krieg diente St. Augustin wieder zur Ausbildung des Ordensnachwuchses. Schon 1946 empfingen neun Diakone die Priesterweihe.
Im Jahr 1962 zog das Steyler ethnologische Anthropos-Institut aus dem schweizerischen Froideville (Gemeinde Posieux, Kanton Freiburg) nach St. Augustin um. Die Steyler Bank wurde im Jahr 1964 in Sankt Augustin gegründet und hat ihren Sitz auf dem Missionshausgelände. Das sinologische Institut Monumenta Serica zog 1972 von Los Angeles auf den Campus nach Sankt Augustin. Das Völkerkundemuseum Haus Völker und Kulturen wurde 1973 auf dem Gelände eröffnet, das China-Zentrum 1988.
Die fast zehn Meter hohe Christusstatue des Künstlers Fidelis Bentele wurde im Frühling 2009 aufgestellt. Sie steht vor dem Gebäude der Missionsprokur und überblickt die Hangelarer Heide. Ursprünglich stand die Statue auf dem Dach des Prosper-Hospitals in Recklinghausen. Als das Gebäude in den 1970er Jahren durch einen Neubau ersetzt wurde, legte man die Statue in den Park des Hospitals, wo sie lagerte, bis die Steyler Missionare Interesse an der Statue anmeldeten.
Im November 2023 kam es durch einen defekten Kühlschrank im Wohnbereich des Klosters zu einem schweren Brand, bei dem fünf Bewohner leicht verletzt wurden. Ein Übergreifen der Flammen auf die angrenzende Klosterkirche konnte verhindert werden.

## MuseumHaus Völker und Kulturen
Das Haus Völker und Kulturen war ein ethnologisch-wissenschaftliches Museum, das 1973 öffnete. Seine größten Sammlungen stammten aus dem Afrika südlich der Sahara und Papua-Neuguinea. Aus Japan, China, Indonesien und einigen Ländern Südamerikas sind ebenfalls kleinere Sammlungen vorhanden. Besonderes Gewicht wurden auf solche Gegenstände gelegt, die den Menschen in seiner Beziehung zu den übermenschlichen Mächten darstellten. Aus finanziellen Gründen wurde das Museum am 8. März 2021 endgültig geschlossen.

## Anthropos-Institut
Das Anthropos-Institut ist ein ethnologisches Institut. Das Institut wurde 1931 von Pater Wilhelm Schmidt SVD im Missionshaus St. Gabriel in Maria Enzersdorf gegründet. Nach Hitlers Einmarsch in Österreich 1938 gerieten Schmidt und das Anthropos-Institut schnell in Konflikt mit der Ideologie des Nationalsozialismus. Sie zogen in die Schweiz um, wo das Institut im Château de Froideville in der Nähe von Freiburg einen neuen Standort fand. 1942 gelang es Schmidt, an der Universität Freiburg einen Lehrstuhl und ein Institut für Ethnologie einzurichten, die beide auch organisatorisch dem Anthropos-Institut angegliedert waren.
Seit 1962 ist das Institut in St. Augustin angesiedelt. Es betreut die Herausgabe der 1906 erstmals erschienen ethnologischen und linguistischen Zeitschrift „Anthropos“. Das Institut will in seinen wissenschaftlichen Arbeiten und Publikationen die Wechselbeziehungen zwischen verschiedenen Kulturen erforschen und darstellen. Die Zeitschrift „Anthropos“ erscheint zweimal jährlich mit durchschnittlich 40 Artikeln, 120 Buchbesprechungen, einer umfangreichen Zeitschriftenschau und einem Neupublikationsverzeichnis. Die Auflage von 800 Exemplaren wird in 60 Länder versandt. Neben der Zeitschrift „Anthropos“ betreut das Institut die Publikation der beiden Schriftenreihen „Collectanea Instituti Anthropos“ und „Studia Instituti Anthropos“.

## Hochschulbibliothek
Mit dem Umzug der Steyler Bibliothek aus der österreichischen Niederlassung St. Gabriel nach St. Augustin im September 2010 entstand mit ihrem 250.000 Bücher umfassenden Bestand eine der größten und wertvollsten theologischen Fachbibliotheken Deutschlands. Diese steht nicht nur Ordensangehörigen zur Verfügung, sondern auch Externen. Die Bibliothek gehört der Arbeitsgemeinschaft Katholisch-Theologischer Bibliotheken (AKThB) an.

## Klosterfest
Seit 2002 wird auf dem Missionshausgelände etwa alle zwei Jahre das Sankt Augustiner Klosterfest veranstaltet, ein Familienfest mit Kabarett-, Theater-, Musik- und Tanzvorführungen, Ausstellungen, Informationsständen und Aktivitätsangeboten. Laut Veranstalterangaben zog es 2006 rund 13.000 Besucher an, 2008 ebenfalls über 10.000. 2010 wurden 15.000 Besucher vom Veranstalter erwartet. Das 6. Klosterfest wurde im Jahr 2013 gefeiert, anlässlich des hundertjährigen Bestehens des Missionshauses in Sankt Augustin. Das 7. Klosterfest fand am 11. und 12. Juni 2016 statt.